# Bachem Werke
Bachem Werke GmbH – niemiecka wytwórnia lotnicza założona przez Ericha Bachema podczas II wojny światowej.

## Historia

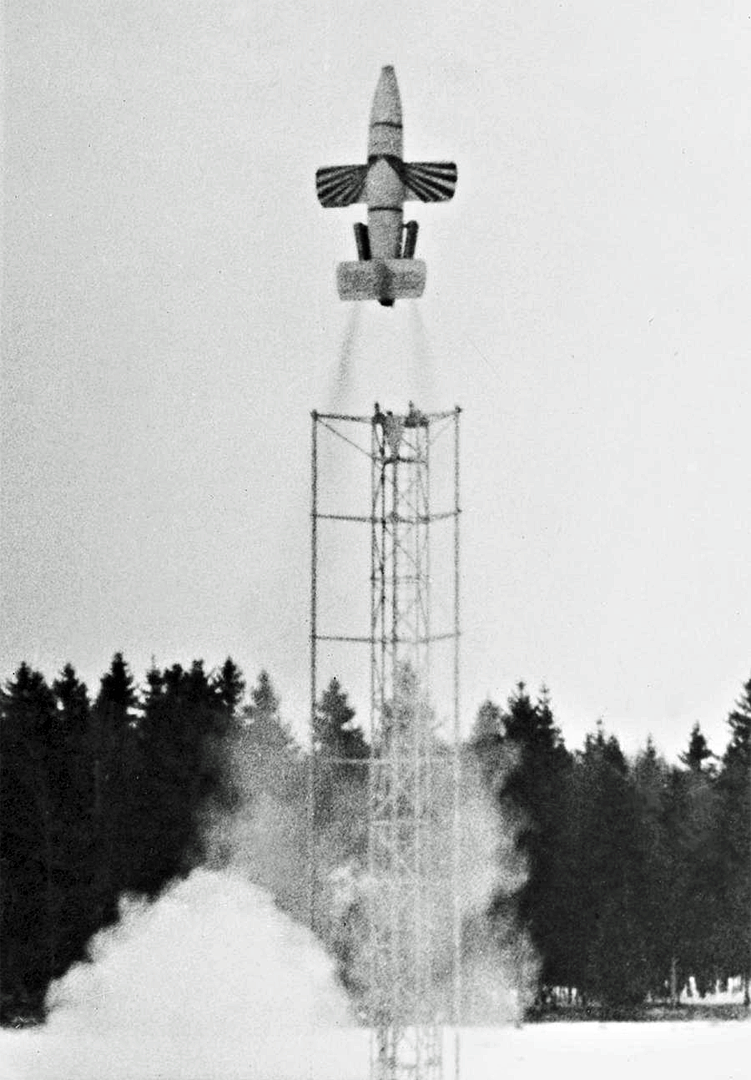
Start Ba 349

Wytwórnia została założona 10 lutego 1942 r. przez Ericha Bachema. Jej siedziba była zlokalizowana w Bad Waldsee w Badenii-Wirtembergii. Zajmowała się produkcją części zamiennych do samolotów eksploatowanych przez Luftwaffe. W sierpniu 1944 r. inż. Erich Bachem przedstawił nowatorską koncepcję prostego, drewnianego, jednorazowego samolotu przechwytującej przeznaczonego do atakowania formacji alianckich bombowców. We wrześniu Bachem otrzymał kontrakt na zbudowanie piętnastu samolotów Bachem Ba 349 Natter. Zakład dysponował własnym tunelem aerodynamicznym.
Do 1945 r. Bachem Werke GmbH wyprodukowało 36 egzemplarz Ba 349.

## Produkowane samoloty
- Bachem Ba 349 Natter